# Pride of Gall Hill
El Pride of Gall Hill es un equipo de fútbol de Barbados que juega en la Segunda División de Barbados, la segunda categoría de fútbol en el país.

## Historia
Fue fundado en el año 1945 en la ciudad de Gall Hill por un grupo de militantes de la iglesia cristiana de Barbados y también cuenta con una sección de fútbol femenil.
Han sido campeones de la Primera División de Barbados en dos ocasiones, y también han ganado la Copa FA de Barbados en 4 ocasiones, aunque no juegan en la Primera División de Barbados desde la temporada 2015.

## Palmarés
- Premier Division: 2[3]

1988, 1993
- Barbados FA Cup: 4[4]

1993, 1995, 1998, 2006

## Jugadores

### Jugadores destacados
| - Omari Eastmond - Andrew Butcher - Andre Daniel - Stephen Griffith - Oscar Nero | - Rico Baptiste - Jason Goodridge - Ryan Griffith - Renaldo Marques - Curtis Odle | - Jamar Pinder - Sherwin Success |